# Acanthocarpus canaliculatus
Acanthocarpus canaliculatus is een soort uit de aspergefamilie (Asparagaceae). Het is een vaste plant die endemisch is in het zuidwesten van West-Australië. De soort wordt aangetroffen op wintervochtige plaatsen, rondom kreken, moerassen en zoutmeren en op steenachtige plaatsen en hellingen en groeit in zandige of kleiachtige bodems of op graniet, lateriet of kalksteen.